# Moumouni Siuley
Moumouni Siuley (* 1964) ist ein ehemaliger nigrischer Boxer.
Bei den Olympischen Sommerspielen 1988 in Seoul trat er im Bantamgewichtsturnier an. Nach einem Sieg über Tiui Faamaoni aus Samoa in Runde 1, unterlag er in seinem Zweitrundenkampf Justin Chikwanda aus Sambia.